# Expedia
Expedia.com és una agència de viatges en línia i un metacercador propietat d'Expedia Group, una companyia estatunidenca de compres de viatges en línia amb seu a Seattle. El lloc web i aplicació mòbil es poden utilitzar per reservar els bitllets d'aerolínies, hotels, lloguer de cotxes, creuers i paquets de vacances. És propietat i està gestionat per Expedia Group, classificat en el primer lloc de la llista de companyies de viatges amb més guanys.
Expedia.com es va llançar el 22 d'octubre de 1996 com a divisió de Microsoft. El 1999, Microsoft va separar l'empresa per llançar-la a borsa. Rich Barton es va convertir en conseller delegat d' Expedia. El juliol de 2001, USA Networks, Inc. va comprar Expedia a Microsoft. Al desembre de 2010, es va suprimir l'accés als vols de AMR Corporation, l'empresa matriu d'American Airlines i American Eagle Airlines, del lloc d'Expedia. La decisió va ser el resultat d'una disputa sobre el grau d'accés als clients del lloc web. AMR va revertir la seva decisió a l'abril de 2011, cosa que va permetre tornar a vendre els bitllets a través del lloc agregat.
El juny de 2014, Expedia va començar a acceptar bitcoins. El setembre de 2014, Expedia Inc. es va associar amb Citigroup i va crear la targeta Expedia+, els membres de la qual poden obtenir punts de bonificació i obtenir avantatges i atenció al client prioritària a través del lloc web. El 2015, la companyia va anunciar que traslladaria la seva seu a Seattle. Actualment, el trasllat a Seattle està previst per al 2019.

## Polèmiques i crítiques

### Preocupacions de privadesa
El febrer de 2019, TechCrunch va informar que l'aplicació mòbil Expedia a l'App Store d'iOS utilitzava la funcionalitat de reproducció de sessions de l'empresa israeliana Glassbox, per registrar les activitats dels usuaris i enviar les dades als servidors d'Expedia sense el consentiment informat dels usuaris, cosa que comprometia la privadesa i la privadesa dels usuaris. contravinent les normes de l'App Store d'iOS.

### Implicació en els assentaments israelians
El 12 de febrer de 2020, les Nacions Unides van publicar una base de dades de totes les empreses empresarials implicades en determinades activitats relacionades amb els assentaments israelians als Territoris Palestins Ocupats, inclosa Jerusalem Est, i als Alts del Golan ocupats. Expedia i la seva empresa matriu, Expedia Group, s'han inscrit a la base de dades per la seva implicació en activitats relacionades amb "la prestació de serveis i utilitats que donen suport al manteniment i existència d'assentaments".